# Reptinub
Reptinub (vagy Repitnub, Reputnebu) ókori egyiptomi királyné volt az V. dinasztia idején; Niuszerré felesége. Amennyiben Menkauhór Niuszerré fia volt, úgy talán Reptinub volt az anyja.
Reptinubot egy szobortöredék említi Niuszerré halotti templomában, ennek alapján feltételezik, hogy ennek a királynak volt a felesége. Niuszerré piramisa mellett egy kisebb királynéi piramis talán az ő számára épült. Egy királyné szobrának töredékeit megtalálták Ptahsepszesz vezír és felesége, Hamerernebti hercegnő sírjában; név nem szerepelt a szobron, de egy feltételezés szerint Reptinubot ábrázolja.
Hamerernebti hercegnő mellett további gyermekei lehetnek Reputnebti hercegnő, akit egy mészkőtöredék említ II. Hentkauesz királyné piramiskomplexumában, valamint Hentikauhór herceg, akit Reputnebtivel együtt említ egy mészkőtöredék, és a király fiának nevezik.
Címei: „A király szeretett felesége” (ḥm.t-nỉsw mrỉỉ.t=f), „A Két Úrnő szeretett hitvese” (zm3.t mrỉỉ nb.tỉ).

## Fordítás
- Ez a szócikk részben vagy egészben  a   Reptynub című angol Wikipédia-szócikk ezen változatának fordításán alapul.  Az eredeti cikk szerkesztőit annak laptörténete sorolja fel. Ez a jelzés csupán a megfogalmazás eredetét és a szerzői jogokat jelzi, nem szolgál a cikkben szereplő információk forrásmegjelöléseként.